# Filippi (cognome)
Filippi è un cognome di lingua italiana.

## Varianti
De Filippi, De Filippis, De Filippo, De Filpo, Defilippi, Defilippis, Defilippo, Di Filippo, Filipas, Filipaz, Filipazzi, Filipcic, Filipelli, Filipetti, Filipo, Filipovich, Filiputti, Filippa, Filippani, Filippato, Filippaz, Filippazzi, Filippazzo, Filippelli, Filippello, Filippetti, Filippin, Filippini, Filippo, Filippone, Filipponi, Filippozzi, Filippucci, Filipputti, Filpi, Filpo, Firpi, Firpo, Lippa, Lipparini, Lippelli, Lippi, Lippiello, Lippini, Lippo, Lippoli, Lippolis.

## Origine e diffusione
Il cognome è tipicamente panitaliano.
Potrebbe derivare dal prenome Filippo o essere legato a un mestiere riguardante i cavalli.
Le varianti Filipas, Filipaz e Filipovich compaiono in Friuli-Venezia Giulia e Veneto; De Filippo, Di Filippo, Lippiello e Lippolis sono meridionali; Lippo e Lippi sono toscani; Lipparini è tosco-emiliano.

## Persone
- Ernesto Eugenio Filippi – arcivescovo cattolico italiano
- Filippo Filippi – critico musicale e compositore italiano
- Giacomo Filippi – allenatore di calcio ed ex calciatore italiano